# Bolitoglossa magnifica
Espèce
Statut de conservation UICN

 EN B1ab(iii)+2ab(iii) : En danger
Bolitoglossa magnifica est une espèce d'urodèles de la famille des Plethodontidae.

## Répartition
Cette espèce est endémique de la province de Chiriquí au Panama. Elle se rencontre dans quelques localités des environs du Barú entre 1 250 et 2 450 m d'altitude sur le versant Pacifique de la cordillère de Talamanca.

## Description
Les mâles mesurent de 50,9 à 69,6 mm sans la queue et les femelles de 61,5 à 104,0 mm. La queue représente en moyenne 117 % de la longueur standard.

## Étymologie
Son nom d'espèce, du latin magnifica, « magnifique, splendide », lui a été donné en référence à la beauté et à la grande taille de cette salamandre comparativement aux espèces apparentées.

## Publication originale
- Hanken, Wake & Savage, 2005 : A solution to the large black salamander problem (genus Bolitoglossa) in Costa Rica and Panamá. Copeia, vol. 2005, no 2, p. 227-245 (texte intégral).